# 朝氏一色螢金花蟲
朝氏一色螢金花蟲（学名：Issikia asahinai）为金花蟲科一色螢金花蟲屬下的一个种。